# Omkareshwar
Omkareshwar è una suddivisione dell'India, classificata come nagar panchayat, di 6.616 abitanti, situata nel distretto di Khandwa, nello stato federato del Madhya Pradesh. In base al numero di abitanti la città rientra nella classe V (da 5.000 a 9.999 persone).
Vi hanno sede due importanti templi induisti.

## Geografia fisica
La città è situata a 22° 15' 50 N e 76° 08' 00 E.
Sorge su un'isola (Mandhata) sul fiume Narmada.

## Società

### Evoluzione demografica
Al censimento del 2001 la popolazione di Omkareshwar assommava a 6.616 persone, delle quali 3.562 maschi e 3.054 femmine. I bambini di età inferiore o uguale ai sei anni assommavano a 1.093, dei quali 532 maschi e 561 femmine. Infine, coloro che erano in grado di saper almeno leggere e scrivere erano 3.422, dei quali 2.238 maschi e 1.184 femmine.